# Цедани
Цедани (груз. ცედანი) — село в Грузии. Находится в Хашурском муниципалитете края Шида-Картли, в 16 км к северу от административного центра края Хашури.
Расположено на высоте 850 метров над уровнем моря. В селе имеется церковь Святой Троицы.